# Saison 2018 de l'équipe cycliste T.Palm-Pôle Continental Wallon
La saison 2018 de l'équipe cycliste T.Palm-Pôle Continental Wallon est la treizième de cette équipe.

## Préparation de la saison 2018

### Arrivées et départs
| Arrivées           | Équipe 2017          |
| ------------------ | -------------------- |
| Andreas Andersson  |                      |
| Michael Cools      | Tarteletto-Isorex    |
| Ugo D'Angelo       | Naturablue           |
| Vincent De Sy      | Prorace              |
| Jelle De Ville     | Van Eyck Sports      |
| William Elliott    | RaceClean            |
| Ross Lamb          | United Cycling Team  |
| Adam Lewis         | United Cycling Team  |
| Arthur Pagnaer     | Sport en Moedig Genk |
| Thomas Petit       | AGO-Aqua Service     |
| Yorick Slagmulders | Van Eyck Sports      |
| Edward Walsh       | RaceClean            |

| Départs             | Équipe 2018                         |
| ------------------- | ----------------------------------- |
| Auxence Buntinx     | VCA Saint-Quentin                   |
| Olivier Cornet      |                                     |
| Guillaume Delvaux   | Verandas Willems-Crabbé-CC Chevigny |
| Antoine Didier      | Verandas Willems-Crabbé-CC Chevigny |
| David Fransen       | Asfra Racing Oudenaarde             |
| Tom Galle           |                                     |
| Robin Haubruge      | Dragopaint-Naturablue               |
| Julien Kaise        | Sovac-Natura4Ever                   |
| Bastien Kroonen     | Retraite                            |
| Maximilien Picoux   | VC Rouen 76                         |
| Hendrik Pineda      | Probaclac / Devinci                 |
| Caine Van Mol       | Stageco-Special Point CT            |
| Laurens Vandermeer  |                                     |
| Anthony Vandrepotte |                                     |

## Coureurs et encadrement technique

### Effectif
| Cycliste           | Date de naissance | Nationalité | Équipe 2017                    |  |
| ------------------ | ----------------- | ----------- | ------------------------------ |  |
| Hampus Anderberg   | 27 juin 1996      | Suède       | T.Palm-Pôle Continental Wallon |  |
| Andreas Andersson  | 8 octobre 1999    | Suède       |                                |  |
| Sébastien Carabin  | 28 mars 1989      | Belgique    | T.Palm-Pôle Continental Wallon |  |
| Michael Cools      | 12 septembre 1994 | Belgique    | Tarteletto-Isorex              |  |
| Ugo D'Angelo       | 15 octobre 1998   | Belgique    | Naturablue                     |  |
| Vincent De Sy      | 23 octobre 1995   | Belgique    | Prorace                        |  |
| Jelle De Ville     | 10 juillet 1995   | Belgique    | Van Eyck Sports                |  |
| Merlijn Decoster   | 11 novembre 1994  | Belgique    | T.Palm-Pôle Continental Wallon |  |
| William Elliott    | 4 avril 1995      | Canada      | RaceClean                      |  |
| Guillaume Haag     | 9 novembre 1989   | Belgique    | T.Palm-Pôle Continental Wallon |  |
| Max Emil Kørner    | 3 juin 1991       | Norvège     | T.Palm-Pôle Continental Wallon |  |
| Ross Lamb          | 12 octobre 1995   | Royaume-Uni | United Cycling Team            |  |
| Adam Lewis         | 21 août 1995      | Royaume-Uni | United Cycling Team            |  |
| Arthur Pagnaer     | 25 avril 1995     | Belgique    | Sport en Moedig Genk           |  |
| Thomas Petit       | 7 novembre 1996   | Belgique    | AGO-Aqua Service               |  |
| Yorick Slagmulders | 29 août 1995      | Belgique    | Van Eyck Sports                |  |
| Edward Walsh       | 22 novembre 1996  | Canada      | RaceClean                      |  |

## Bilan de la saison

### Victoires
| Date | Course | Pays | Classe | Vainqueur |
| ---- | ------ | ---- | ------ | --------- |